# 2010: Moby Dick
Pour plus de détails, voir Fiche technique et Distribution.
2010: Moby Dick, diffusé en 2010, est une adaptation moderne du célèbre roman éponyme, mais se déroulant de nos jours. Il est produit par The Asylum et réalisé par Trey Stokes.

## Synopsis
1969, 80 km dans les eaux territoriales soviétiques. Le sous-marin USS Acushnet est en mission de reconnaissance quand il se fait attaquer par Moby Dick, un cachalot de 150 mètres de long tout droit sortie de la préhistoire. Deux survivants sont connus : Boomer et son ami John Achab, qui fut le premier à détecter le monstre. L'attaque laissera des séquelles, Boomer ayant perdu l'usage de sa main droite, et Achab ayant perdu sa jambe. 40 ans plus tard, le Commandant Achab, aux commandes du dernier-né de la classe Virginia, l'USS Pequod, dont il a supervisé les modifications, décide de prendre sa revanche. Cessant toute communications avec l'Amiral De Deers, Chef d'état-major de la Troisième Flotte américaine — qui envoie Boomer, devenu Capitaine, pour l'arrêter — il poursuit Moby Dick à la trace de ses attaques et force une biologiste, le Docteur Michelle Herman, et son assistant, Pip, à l'aider à la retrouver afin de mettre un terme définitif à ses attaques…

## Fiche technique
- Titre : 2010: Moby Dick
- Titre original : Moby Dick
- Réalisation : Trey Stokes
- Sociétés de production : The Asylum
- Pays d'origine : États-Unis
- Langue de tournage : anglais
- Format : couleurs

## Distribution
- Barry Bostwick : Commandant John Achab
- Renée O'Connor : Michelle Herman
- Matt Lagan : Capitaine Boomer
- Adam Grimes : Lieutenant de vaisseau Starbuck
- Dean Kreyling : Amiral De Deers
- Jay Gillepsie : Achab (jeune)
- Jay Beyers : Bommer (Jeune)
- Derrick A. Scott : Pip

## Analyse
- Le nom de la biologiste est une référence à l'auteur du roman Moby-Dick, Herman Melville.

### Erreurs et incohérences
- Dans la version française, le commandant de la Troisième Flotte devient un général alors qu'il aurait dû s'agir d'un amiral.

## Autour du film
- Trey Strokes ne reprend pas l'aspect philosophique (qui constitue pourtant l'âme du roman) dans son film et se concentre sur l'obsession vengeresse d'Achab.